# Alfonso de la Fuente Chaos
Alfonso de la Fuente Chaos (Madrid, 18 de julio de 1908 - Madrid, 3 de noviembre de 1988) fue un médico cirujano español, catedrático, consejero nacional y procurador en Cortes desde 1943 hasta 1977. Uno de los procuradores que ocuparon escaño durante las diez Legislaturas de las Cortes Españolas.

## Biografía

### Médico
El doctor Alfonso de la Fuente Chaos, médico cirujano, tuvo una gran influencia profesional y política en su época. Fue catedrático de Patología y Clínica Quirúrgicas de las Universidades de Valencia (1944) y Madrid (1948), Director del Instituto Nacional de Medicina, Higiene y Seguridad del Trabajo desde 1946, y desde 1961 académico de la Real Academia Nacional de Medicina. Fue presidente del Consejo General de Colegios Oficiales de Médicos de España desde 1963 hasta 1976, impulsando la creación del Colegio para Huérfanos de Médicos "Doctor De la Fuente Chaos" en Guadalajara, aunque al final se convirtió en un internado para todo tipo de alumnos ya que no se cubrían plazas, el colegio abrió en 1967 y cerró en 1979. Fue presidente de Previsión Sanitaria Nacional. Organizó como Presidente o Secretario, cuatro importantes Congresos de Cirugía y Especialidades Quirúrgicas.

### Parlamentario
Fue un prohombre del Régimen de Francisco Franco, uno de los promotores junto al entonces ministro de Trabajo, Girón de Velasco, del Seguro Obligatorio de Enfermedad (SOE) [cita requerida] y fue consejero nacional por designación directa del jefe del Estado y procurador en Cortes durante las siguientes legislaturas:
- I de 1943 a 1946, por dos conceptos: consejero nacional[5] y por la Organización Sindical como Jefe de la Obra Sindical «18 de Julio»,[6]
- II de 1946 a 1949, como Consejero Nacional designado.[7]
- III de 1949 a 1952, también como Consejero Nacional designado.[8]
- IV de 1952 a 1955 también como Consejero Nacional designado.[9]
- V de 1955 a 1958, cuando se aumenta a cincuenta el número de Consejeros Nacionales, también como Consejero Nacional designado.[10]
- VI de 1958 a 1961, también como Consejero Nacional designado.[11]
- VII de 1961 a 1964 como Consejero Nacional designado.

### Fútbol
Además, fue presidente de la Real Federación Española de Fútbol entre 1956 y 1960.

## Publicaciones
Creador y director de la revista "Ser", y director de las revistas "Medicina y Seguridad del Trabajo" y "Cirugía".
- De la Fuente Chaos A. Los valores morales del Nacional-Sindicalismo y sus relaciones con el ejercicio de la medicina legal. Madrid: Ed. de la Vicesecretaría de Educación Popular; 1942.
- De la Fuente Chaos A. Estado actual de la cirugía de los quistes hidatídicos de pulmón. Cirugía. 1954; 1:21-30.
- De la Fuente Chaos A. Los grandes problemas de la medicina actual: reforma de la enseñanza médica, pletora profesional, socialización de la medicina. Barcelona: Editorial Científico Médica; 1958.
- De la Fuente Chaos A. Patología quirúrgica. Barcelona: Editorial Científico-Médica; 1966.
- Fuente A, Balibrea JL, Escribá A, Alcorta E, Villegas A. Fibrinolysis in thoracic surgery. Int Surg. 1973; 58:728-31.
- De la Fuente Chaos A. Grandeza y miseria de la cirugía. Anales de la Real Academia Nacional de Medicina. 1980/02/19
- "La bioterapia en cirugía"
- "La medicina del trabajo, concepto y actualidad"
- "Socialización de la medicina".

## Reconocimiento
- Encomienda con Placa de Cisneros.
- Gran Oficial de la Orden Internacional de la Legión de Honor de la Inmaculada.
- Encomienda de Isabel la Católica.
- Miembro del International Board of Governors.